# Hati (luna)
Hati je retrogradni naravni satelit Saturna iz Nordijske skupine.

## Odkritje in imenovanje
Luno Hati so odkrili  Scott S. Sheppard, David C. Jewitt, Jan Kleyna, in Brian G. Marsden 4. maja leta 2005 na posnetkih, ki so jih naredili med 12. decembrom 2004 in 11. marcem 2005.  Njeno začasno ime je bilo S/2004 S 14.  . Uradno ime je dobila po velikanskem volku Hatiju  iz nordijske mitologije.